# Plastic (roman)
 For alternative betydninger, se Plastic (flertydig). (Se også artikler, som begynder med Plastic)
Plastic er en roman fra 1995 af den danske forfatter Mette Thomsen. Bogen er udgivet på forlaget Lindhardt og Ringhof.
Bogen indgår ofte i pensum på danske undervisningsinstitutioner.

## Handling
For Mona Hansen som vi møder i bogen drejer det sig om at spare nok penge sammen, så hun kan få rettet først ansigtet og derefter hele kroppen. Hun har heller ikke noget imod at stikke en finger i halsen, hvis hun er kommet til at spise noget som hun betegner som forkert. Mona er på bistand og arbejder sort i en videoforretning for at tjene alle sine penge til hendes operationer. Vi ved ikke meget om hendes baggrund og om hendes grund for at være ”perfekt” og have det “perfekte” udseende og derfor kan hun godt fremstå som overfladisk.
Hun har ingen venner, og det ville de fleste af os synes var meget ensomt, men for Mona spiller det ingen rolle. Hun kommer en del på en bestemt café, fordi hun vil gerne ses. Hun går kun op i hvordan hun ser ud og vil kun være sammen med mænd, som er ligesom hun selv uden indhold. Hun ser sig selv stå i et rustikt køkken og lave kakao til sine børn, men det er kun den illusion, der tiltrækker hende, virkeligheden vil hun aldrig kunne håndtere.
Et møde med virkeligheden får hun, da hun møder sin lesbiske nabo Vera, en meget naturlig pige. Hun både tiltrækker og frastøder Mona, og deres bekendtskabet bliver dog også et problem, da Mona møder en ”perfekt” mand, som hun ser sig selv blive gift med. Man har sådan på fornemmelsen, at Vera er en del af Mona, den indre og den naturlige Mona. Men Mona gør noget dumt, og bogen får en anden afslutning, end man kunne forestille sig.

## Eksterne links
- Anmeldelse på Litteratursiden.dk

| Bog | Spire Denne artikel om bøger og tidsskrifter er en spire som bør udbygges. Du er velkommen til at hjælpe Wikipedia ved at udvide den. |